# Hiroshi Hirata
Hiroshi Hirata 平田 弘史 (Hirata Hiroshi),  (Tóquio, Japão, 9 de fevereiro de 1937 - 11 de dezembro de 2021) foi um mangaká japonês especializado em mangás  cujo conteúdo realista e violento é destinado a um público adulto - sobre a vida dos samurais e do bushido. Satsuma Gishiden foi publicada nos Estados Unidos pela Dark Horse Comics, no Brasil, Kubidai Hikiukenin foi publicada pela editora Pipoca & Nanquim com o título O Preço da Desonra. As obras de Hirata pertencem ao movimento "gekigá" (figuras dramáticas), e sua obra tem um estilo realista comparável ao trabalho de Goseki Kojima em Lobo Solitário. Ele também é conhecido por usar caligrafia elaborada para o diálogo (ele fez o kanji de Akira de Katsuhiro Otomo), que foi preservado (embora ainda traduzido) nas edições americanas de seu trabalho.
De acordo com Dreamland Japan: Writings on Modern Manga, de Frederik L. Schodt, o famoso autor e militarista japonês Yukio Mishima admirava o trabalho de Hirata. Além disso, Stan Sakai, criador de Usagi Yojimbo, elogiou a obra de arte de Hirata.
Hirata é um dos poucos autores de mangá cujo trabalho foi traduzido para o hindi. Uma tradução de Yoshiyo Takakura de seu mangá de 1978, Chi Daruma Kenpo, foi publicada pela Ganga Yamato Company, sediada em Yukichi Yamamatsu, em Deli, em 2005.

Hiroshi Hirata morreu em 11 de dezembro de 2021, aos 84 anos.